# Sulpícia Pretestata
Sulpícia Pretestata (em latim: Sulpicia Praetextata) foi uma nobre romana que viveu no Império Romano no século I.

## Histórico familiar
Pretestata era um membro da gente Sulpícia.  Ela era filha de Quinto Sulpício Camerino Pético  que serviu como cônsul em 46  , mas não sabemos o nome de sua mãe.  Seu irmão era Quinto Sulpício Camerino Pitico, que tinha a posição de cônsul.

## Casamento e vida
Pretestata se casou com Marco Licínio Crasso Frúgio, que serviu como cônsul em 64.  Ele foi um dos filhos do político romano Marco Licínio Crasso Frúgio e Escribônia.
Pretestata deu a Frúgio os seguintes filhos:
- Filha, Licinia Pretestata que serviu como lider das  Virgens Vestais.[2]
- Filho, Lúcio Escribônio Libão Rupílio Frúgio Bono  que serviu como cônsul em 88.  Frúgio Bono se casou com a sobrinha do imperador romano Trajano , Salonina Matidia sendo assim terceiro marido dela [6] com ela  teve uma filha chamada Rupilia Faustina,[6] que se tornou a avó paterna do imperador romano Marco Aurélio.[7][8]
- Filho, Marco Licínio Escriboniano Camerino.[2]
- Filho, Caio Calpúrnio Pisão Crasso Frúgio Liciniano, que serviu como cônsul em 87.[3]  Calpúrnio Pisão, com sua esposa Agédia Quintina conspiraram contra o imperador romano Nerva  por isto, o casal foi banido por Nerva para Tarento. Calpúrnio Pisão tentou pela segunda vez escapar e foi banido pelo imperador romano Trajano para uma ilha solitária e em sua terceira tentativa de fuga ele morreu.  Calpúrnio Pisão também foi colocado no túmulo dos Licínios Calpúrnios.

Frúgio foi executado pelo imperador romano Nero entre 66 e 68, por causa de acusações trazidas contra ele por Marco Aquílio Régulo.  Após a morte de Frúgio, Pretestata levou seus filhos para uma reunião do Senado em Roma no início do reinado do imperador romano Vespasiano , em busca de vingança pela morte de seu marido. Régulo com seu círculo político de associados foram processados pelo Senado romano.  Depois deste momento, não se sabe mais sobre Pretestata.